# 런던 오버그라운드
런던 오버그라운드(영어: London Overground)는 그레이터런던 및 근교 구간을 달리는 철도 브랜드이다.
2007년에 개업하여 2013년 기준으로 6개 노선이 있다. 런던 지하철 (언더그라운드)에서 주로 지상을 달리는 철도에 명명되어 있다. 런던 교통 공사의 관리하에 아리바 레일 런던(Arriva Rail London)이 2016년부터 운영한다.
2004년 교통부에 의한 철도 사업 개혁 방안의 일환으로 구 실버링크 중 실버링크 메트로 (Silverlink Metro, 런던 근교 구간)의 런던 교통 공사에 이관이 계획되어 2007년에 실시된 이 부분이 런던 오버그라운드로 탄생했다. 그 후, 구 지하철 이스트 런던 선이 런던 오버그라운드로 이관되어 2012년 12월에는 런던을 둘러싼 고리 부분이 완성되었다.

## 네트워크

런던 오버그라운드 노선도

### 개요
초기 네트워크에서 서비스 수준 및 시간표는 실버링크 메트로 서비스를 계승하였다. 이 서비스는 19세기와 20세기 초 북런던 및 런던 & 노스웨스턴 철도 회사에서 주로 건설 및 전철화된 첫 노선이었다. 오버그라운드(Overground)라는 이름에서 알 수 있듯이 대부분의 구간이 지상에 있으며, 주로 런던 중부 외곽의 지역을 연결하는 철도 노선과 2구역의 네트워크 중 상당 부분으로 구성된다. 이 네트워크는 또한 런던의 중심부에 위치한 유스턴 역을 사용하며, 왓퍼드 DC 선의 남부 종착역이다.
네트워크는 베이컬루, 센트럴, 디스트릭트, 해머스미스 & 시티, 주빌리, 노던, 서클, 메트로폴리탄, 빅토리아 지하철 노선과 도클랜즈 경전철, 트램링크 및 TfL 레일 네트워크와도 연결된다. TfL이 발행한 런던 지하철 노선도에는 오버그라운드 선이 표시되며, 시스템의 별도 지도가 제공된다.
대부분의 런던 오버그라운드 노선은 덜 복잡한 지역을 통과하며 재활성화에 기여한 것으로 간주된다. 노스 런던 선과 고스펄 오크 - 바킹 선은 이전에 런던 협약 수송위원회(Transport Committee of London Assembly)에 의해 무시당했으며 그들의 잠재력을 충분히 발휘하지 못했다고 간주되었다.

### 운행 노선
2015년 05월 기준, 일반적인 운행 노선의 배차 간격은 다음과 같다.:
| 노선                                                                                      | 배차 (시간당) | 차량 기지                                          | 철도 차량                        |
| ----------------------------------------------------------------------------------------- | --- | -------------------------------------------------- | -------------------------------- |
| 이스트 & 사우스 런던 East & South London                                                  | 4 하이베리&이슬링턴 ~ 웨스트 크로이던 4 하이베리&이슬링턴 ~ 크리스탈 플레이스 4 달스턴 정션 ~ 뉴크로스 4 달스턴 정션 ~ 클래펌 정션 | 뉴크로스게이트 차량사업소                          | 378형 일렉트로스타 (Electrostar) |
| 노스 & 웨스트 런던 North & West London                                                    | 4 리치먼드 ~ 스트랫퍼드 2 클래펌 정션 ~ 스트랫퍼드 2 클래펌 정션 ~ 위레스덴 정션 (피크 한정으로 스트랫퍼드)                        | 윌스던 차량사업소                                  | 378형 일렉트로스타 (Electrostar) |
| 왓퍼드 로컬 Watford Local                                                                 | 3 런던 유스턴 ~ 왓퍼드 정션 | 윌스던 차량사업소                                  | 378형 일렉트로스타 (Electrostar) |
| 고스펄 오크 - 바킹 Gospel Oak – Barking                                                   | 4 고스펄 오크 ~ 바킹 | 윌스던 차량사업소                                  | 172형 터보스타 (Turbostar)       |
| 런던 리버풀 스트리트 - 엔필드 타운/체스넛 London Liverpool Street - Enfield Town/Cheshunt | 4 (피크), 2 (비 피크) 런던 리버풀 스트리트 ~ 엔필드 타운 2 런던 리버풀 스트리트 ~ 체스넛                                           | 일포드 차량사업소 칭포드 대피선 기디아 파크 대피선 | 315형, 317형                     |
| 런던 리버풀 스트리트 - 칭포드 London Liverpool Street - Chingford                         | 4 런던 리버풀 스트리트 ~ 칭포드 | 일포드 차량사업소 칭포드 대피선 기디아 파크 대피선 | 315형, 317형                     |
| 롬퍼드 - 업민스터 Romford – Upminster                                                     | 2 롬퍼드 ~ 업민스터 | 일포드 차량사업소 칭포드 대피선 기디아 파크 대피선 | 315형, 317형                     |

일요일 운행은 하이베리&이슬링턴을 제외한 모든 노선에서 유사하게 운행된다. 웨스트 크로이던은 달스턴 정션에서 시종착하며, 달스턴 정션에서 클래펌 정션까지 이어진다.

### 역 목록
런던 오버그라운드의 역은 아래와 같다.:
| 노스 런던 선                | 노스 런던 선             | 노스 런던 선                                                      |
| 영어 역명                   | 한글 역명                | 접속 노선                                                         |
| --------------------------- | ------------------------ | ----------------------------------------------------------------- |
| Richmond                    | 리치먼드                 | 런던 지하철 · 내셔널 레일                                         |
| Kew Gardens                 | 큐 가든스                | 런던 지하철                                                       |
| Gunnersbury                 | 군너즈베리               | 런던 지하철                                                       |
| South Acton                 | 사우스 액튼              |                                                                   |
| Acton Central               | 액튼 센트럴              |                                                                   |
| Willesden Junction          | 위레스덴 정션            | 런던 오버그라운드 · 런던 지하철                                   |
| Kensal Rise                 | 켄살라이즈               |                                                                   |
| Brondesbury Park            | 브론즈버리 파크          |                                                                   |
| Brondesbury                 | 브론즈버리               |                                                                   |
| West Hampstead              | 웨스트 햄스테드          | 런던 지하철 · 내셔널 레일                                         |
| Finchley Road & Frognal     | 핀칠리 로드 & 프로날     |                                                                   |
| Hampstead Heath             | 햄프스태드 히스          |                                                                   |
| Gospel Oak                  | 고스펄 오크              | 런던 오버그라운드                                                 |
| Kentish Town West           | 켄티시 타운 웨스트       |                                                                   |
| Camden Road                 | 캠던 로드                |                                                                   |
| Caledonian Road & Barnsbury | 칼레도니언 로드&반스버리 |                                                                   |
| Highbury & Islington        | 하이베리&이슬링턴        | 런던 오버그라운드 · 런던 지하철 · 내셔널 레일                     |
| Canonbury                   | 카논베리                 |                                                                   |
| Dalston Kingsland           | 달스턴 킹스랜드          | ( 달스턴 정션)                                                    |
| Hackney Central             | 해크니 센트럴            | ( 해크니 다운즈)                                                  |
| Homerton                    | 호머턴                   |                                                                   |
| Hackney Wick                | 해크니 윅                |                                                                   |
| Stratford                   | 스트랫퍼드               | 런던 지하철 · 크로스레일 · 도클랜즈 라이트 레일웨이 · 내셔널 레일 |

| 웨스트 런던 선       | 웨스트 런던 선    | 웨스트 런던 선                  |
| 영어 역명            | 한글 역명         | 접속 노선                       |
| -------------------- | ----------------- | ------------------------------- |
| Willesden Junction   | 위레스덴 정션     | 런던 오버그라운드 · 런던 지하철 |
| Shepherd's Bush      | 쉐퍼드 부시       | 런던 지하철 · 내셔널 레일       |
| Kensington (Olympia) | 켄싱턴 (올림피아) | 런던 지하철 · 내셔널 레일       |
| West Brompton        | 웨스트 브롬턴     | 런던 지하철 · 내셔널 레일       |
| Imperial Wharf       | 임페리얼 워프     | 내셔널 레일 · 런던 리버 서비스  |
| Clapham Junction     | 클래팜 정션       | 런던 오버그라운드 · 내셔널 레일 |

| 이스트 런던 선 | 이스트 런던 선       | 이스트 런던 선                                |
| 영어 역명 | 한글 역명            | 접속 노선                                     |
| --- | -------------------- | --------------------------------------------- |
| Highbury & Islington | 하이베리&이슬링턴    | 런던 오버그라운드 · 런던 지하철 · 내셔널 레일 |
| Canonbury | 카논베리             |                                               |
| Dalston Junction | 달스턴 정션          | ( 달스턴 킹스랜드)                            |
| Haggerston | 헤겔스턴             |                                               |
| Hoxton | 혹스턴               |                                               |
| Shoreditch High Street | 쇼디치 하이 스트리트 |                                               |
| Whitechapel | 화이트채플           | 런던 지하철                                   |
| Shadwell | 새드웰               | 도클랜즈 라이트 레일웨이                      |
| Wapping | 왑핑                 |                                               |
| Rotherhithe | 로더히스             |                                               |
| Canada Water | 캐나다 워터          | 런던 지하철                                   |
| Surrey Quays | 서리 키스            |                                               |
| New Cross | *뉴크로스            | 내셔널 레일                                   |
| New Cross Gate | 뉴크로스 게이트      | 내셔널 레일                                   |
| Brockley | 브로클리             | 내셔널 레일                                   |
| Honor Oak Park | 오너 오크 파크       | 내셔널 레일                                   |
| Forest Hill | 포리스트힐           | 내셔널 레일                                   |
| Sydenham | 시드넘               | 내셔널 레일                                   |
| Crystal Palace | *크리스탈 플레이스   | 내셔널 레일                                   |
| Penge West | 펜지 웨스트          | †                                             |
| Anerley | 아넬리               | 내셔널 레일                                   |
| Norwood Junction | 노우드 정션          | *                                             |
| West Croydon | 웨스트 크로이던      | 트램링크 · 내셔널 레일                        |
| * 런던 오버그라운드(북행) 및 Southern 서비스 (크리스탈 플레이스 및 포리스트힐 경유) 전용 승강장 1의 무료 이용 † 런던 오버그라운드(북행) 및 Southern 서비스 (포레스트힐 경유)만을 위한 승강장 1의 무료 이용 |                      |                                               |

| 사우스 런던 선 | 사우스 런던 선       | 사우스 런던 선                  |
| 영어 역명 | 한글 역명            | 접속 노선                       |
| --- | -------------------- | ------------------------------- |
| Surrey Quays | 서리 키스            |                                 |
| Queens Road Peckham | 퀸스 로드 페컴       | 내셔널 레일                     |
| Peckham Rye | 페컴 라이            | 내셔널 레일                     |
| Denmark Hill | 덴마크 힐            | 내셔널 레일                     |
| Clapham High Street | 클래펌 하이 스트리트 | 런던 지하철                     |
| Wandsworth Road | 원즈워스 로드        |                                 |
| Clapham Junction | 클래펌 정션          | 런던 오버그라운드 · 내셔널 레일 |
| Battersea Park | 배터시 파크          | *                               |
| * 월-금, 클래펌 정션 대신 하이베리&이슬링턴까지의 이른 아침 열차가 여기에서 시작되고, 늦은 저녁 열차는 클래펌 정션 대신 여기에서 종착한다. |                      |                                 |

| 왓퍼드 DC 선                           | 왓퍼드 DC 선      | 왓퍼드 DC 선                    |
| 영어 역명                              | 한글 역명         | 접속 노선                       |
| -------------------------------------- | ----------------- | ------------------------------- |
| London Euston                          | 런던 유스턴       | 런던 지하철 · 내셔널 레일       |
| South Hampstead                        | 사우스 햄프스티드 |                                 |
| Kilburn High Road                      | 킬번 하이로드     |                                 |
| Queen's Park                           | 퀸즈파크          | 런던 지하철                     |
| Kensal Green                           | 켄살 그린         | 런던 지하철                     |
| Willesden Junction                     | 위레스덴 정션     | 런던 오버그라운드 · 런던 지하철 |
| Harlesden                              | 할리스덴          | 런던 지하철                     |
| Stonebridge Park                       | 스톤브리지 파크   | 런던 지하철                     |
| Wembley Central                        | 웸블리 센트럴     | 런던 지하철 · 내셔널 레일       |
| North Wembley                          | 노스 웸블리       | 런던 지하철                     |
| South Kenton                           | 사우스 켄튼       | 런던 지하철                     |
| Kenton                                 | 켄튼              | 런던 지하철                     |
| Harrow & Wealdstone                    | 해로&웰드스톤     | 런던 지하철 · 내셔널 레일       |
| Headstone Lane                         | 헤드스톤 레인     | *                               |
| Hatch End                              | 해치 엔드         | *                               |
| Carpenders Par                         | 카펜더스 파크     |                                 |
| Bushey                                 | 부쉬              | 내셔널 레일                     |
| Watford High                           | 왓퍼드 하이       |                                 |
| Watford Junction                       | 왓퍼드 정션       | 내셔널 레일                     |
| * 북행 승강장에서만 무료로 접근성 이용 |                   |                                 |

| 고스펄 오크 - 바킹 선    | 고스펄 오크 - 바킹 선 | 고스펄 오크 - 바킹 선     |
| 영어 역명                | 한글 역명             | 접속 노선                 |
| ------------------------ | --------------------- | ------------------------- |
| Gospel Oak               | 고스펄 오크           | 런던 오버그라운드         |
| Upper Holloway           | 어퍼 홀로웨이         |                           |
| Crouch Hill              | 크루치 힐             |                           |
| Harringay Green Lanes    | 해링게 그린 레인스    |                           |
| South Tottenham          | 사우스 토트넘         |                           |
| Blackhorse Road          | 블랙호스 로드         | 런던 지하철               |
| Walthamstow Queen's Road | 월섬스토 퀀즈로드     |                           |
| Leyton Midland Road      | 레이튼 미들랜드 로드  |                           |
| Leytonstone High Road    | 레이튼스톤 하이 로드  |                           |
| Wanstead Park            | 원스태드 파크         |                           |
| Woodgrange Park          | 우드그레인지 파크     |                           |
| Barking                  | 바킹                  | 런던 지하철 · 내셔널 레일 |

| 리 밸리 선              | 리 밸리 선           | 리 밸리 선                             |
| 사우스버리 루프         | 사우스버리 루프      | 사우스버리 루프                        |
| 영어 역명               | 한글 역명            | 접속 노선                              |
| ----------------------- | -------------------- | -------------------------------------- |
| London Liverpool Street | 런던 리버풀 스트리트 | 런던 지하철 · 크로스레일 · 내셔널 레일 |
| Bethnal Green           | 베스널그린           |                                        |
| Cambridge Heath         | 캠브리지 히스        |                                        |
| London Fields           | 런던 필즈            |                                        |
| Hackney Downs           | 해크니 다운즈        | ( 해크니 센트럴)                       |
| Rectory Road            | 렉터리 로드          |                                        |
| Stoke Newington         | 스토크 뉴잉턴        |                                        |
| Stamford Hill           | 스탬퍼드 힐          |                                        |
| Seven Sisters           | 세븐 시스터즈        | 런던 지하철 · 내셔널 레일              |
| Bruce Grove             | 브루스 그로브        |                                        |
| White Hart Lane         | 화이트 하트 레인     |                                        |
| Silver Street           | 실버 스트리트        |                                        |
| Edmonton Green          | 에드먼턴 그린        | 내셔널 레일                            |
| (+체스넛 지선)          |                      |                                        |
| 영어 역명               | 한글 역명            | 접속 노선                              |
| Southbury               | 사우스버리           |                                        |
| Turkey Street           | 터키 스트리트        |                                        |
| Theobalds Grove         | 시오발즈 그로브      |                                        |
| Cheshunt                | 체스넛               | 내셔널 레일                            |
| (+엔필드 타운 지선)     |                      |                                        |
| 영어 역명               | 한글 역명            | 접속 노선                              |
| Bush Hill Park          | 부시힐 파크          |                                        |
| Enfield Town            | 엔필드 타운          |                                        |

| 리 벨리 선              | 리 벨리 선            | 리 벨리 선                             |
| 칭포드 지선             | 칭포드 지선           | 칭포드 지선                            |
| 영어 역명               | 한글 역명             | 접속 노선                              |
| ----------------------- | --------------------- | -------------------------------------- |
| London Liverpool Street | 런던 리버풀 스트리트  | 런던 지하철 · 크로스레일 · 내셔널 레일 |
| Bethnal Green           | 베스널그린            |                                        |
| Hackney Downs           | 해크니 다운즈         | ( 해크니 센트럴)                       |
| Clapton                 | 클랩턴                |                                        |
| St James Street         | 세인트제임스 스트리트 |                                        |
| Walthamstow Central     | 월섬스토 센트럴       | 런던 지하철                            |
| Wood Street             | 우드 스트리트         |                                        |
| Highams Park            | 히그햄스 파크         |                                        |
| Chingford               | 칭포드                |                                        |

| 롬퍼드 - 업민스터 선 | 롬퍼드 - 업민스터 선 | 롬퍼드 - 업민스터 선      |
| 영어 역명            | 한글 역명            | 접속 노선                 |
| -------------------- | -------------------- | ------------------------- |
| Romford              | 롬퍼드               | 크로스레일 · 내셔널 레일  |
| Emerson Park         | 에머슨 파크          |                           |
| Upminster            | 업민스터             | 런던 지하철 · 내셔널 레일 |

런던 오버그라운드 네트워크의 112개의 역 중 10개 (이중 7개는 이스트 런던 선에 위치)는 지하 또는 저상 표면에 있다.

## 발권

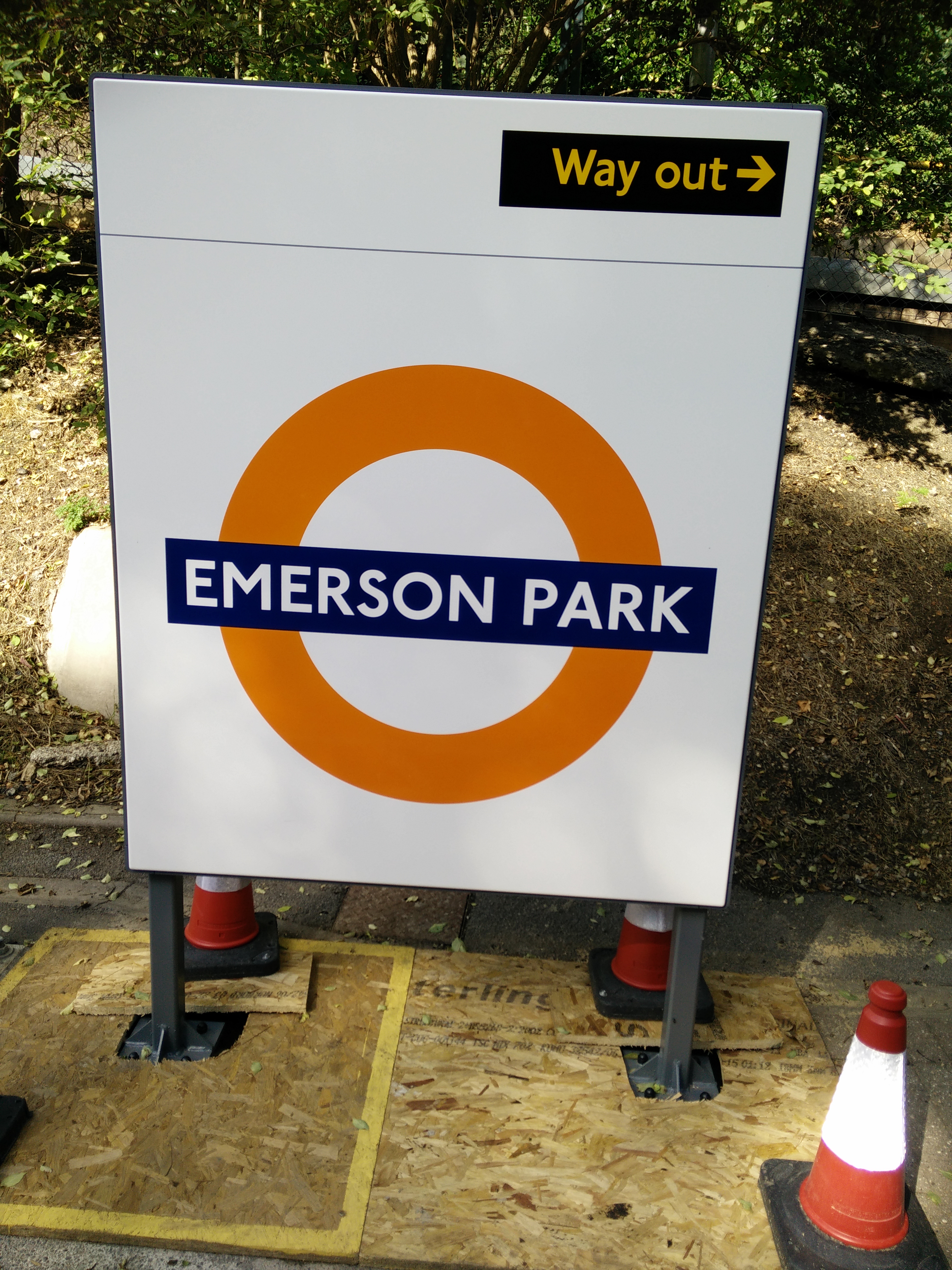
런던 오버그라운드 에머슨 파크 역명판

발권은 일반 승차권과, 오이스터 카드 전자 스마트 카드 및 일시불용 비접촉식 지불카드를 혼합 한 것이다. 런던의 모든 내셔널 레일(National Rail) 및 TfL 서비스와 마찬가지로, 승객은 트래블카드(1일, 7일, 1달 또는 1년)을 사용할 수 있다. 런던의 다른 내셔널 레일 서비스와 마찬가지로, 구역 운임 체계로 가격이 책정 된 1회권 및 당일 왕복 할인 승차권 또한 이용 가능하다.
안전을 개선하고 수익을 보호하기 위한 노력의 일환으로 TfL은 여러 역에서 개찰구를 도입 할 것이라고 발표했다. TfL이 인수 받았을 때, 개찰구가 없는 역에는 게이트가 없는 지하철 및 DLR 역과 유사한 독립형 오이스터 카드 단말기가 장착되었다. 빅토리아 선을 오고 갈 때 오이스터 카드 시스템을 출입하는데 필요한 블랙호스 로드 역의 유효성 검사기는 이를 입증 할 수 있는 분홍색으로 표시된 노선 유효성 검사기로 교체되었다. 노선 유효성 검사기는 Oyster PAYG를 사용하는 승객이 해당 역에서 노선을 갈아탔음을 보여주기 위해, 가능한 경로 중 어떤 것을 이용했는지 보여준다. 일반적으로 이것은 승객이 승차하지 않았을 때 zone 1에 대한 지불을 막는다.
오버그라운드 서비스는 내셔널 레일 네트워크의 일부로 남아 있기 때문에 승차권은 일반적인 내셔널 레일 승차권 형태이나, 때로는 중앙의 큰 TfL 원형 로고와 "Rail Settlement Plan"문구가 반복되는 배경 또는 밝은 녹색 배경의 새로운 형상인 "National Rail"이 있다. 2007년 11월에 소개 된 이 승차권 형태는 역순으로 "TFL"로 코딩되었다.

## 요금제
Oyster PAYG는 지하철 및 도클랜즈 경전철과 동일하게 고정 구간제로 요금이 부과된다. 그레이터런던 외역(왓포드 정션 제외)은 새로운 트래블카드 7~9구역에 포함되어 있다.
2008년 1월 2일 액튼 센트럴 역은 2구역에서 3구역으로, 햄스테드 히스 역은 3에서 2로 윌스덴 정션 역은 3에서 2 또는 3으로 조정되었다.
종이 승차권은 지하철 및 DLR 종이 승차권과 동일하게 고정 구간제로 부과된다. 이 승차권은 추가 영역을 차지하도록 확장되었다. 왓포드 정션에는 자체 운임 규모가 있다. 종이 승차권은 Oyster PAYG를 사용하는 것보다 훨씬 비싸다.

## 철도 차량

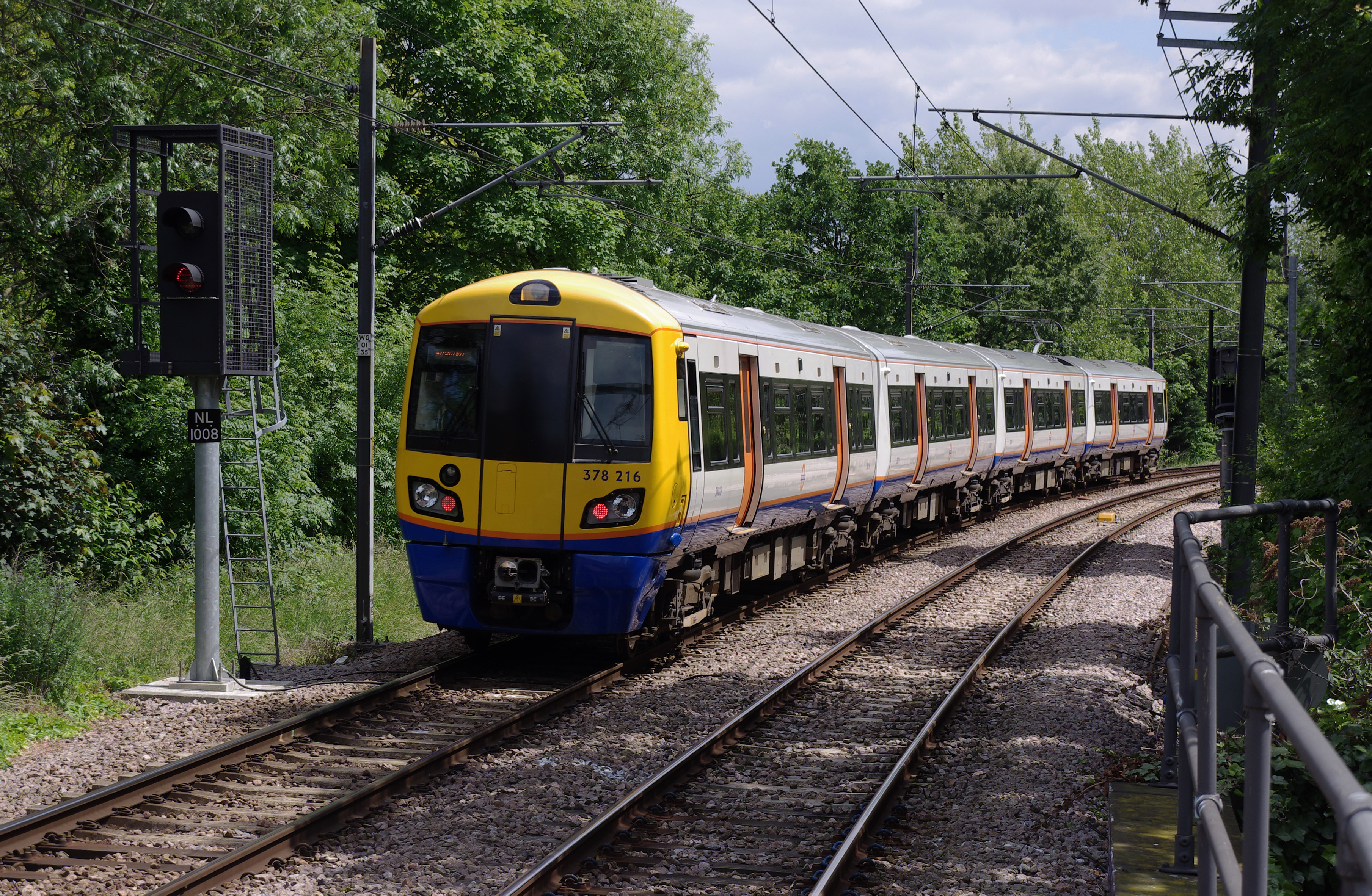
스트랫포드 행 노스 런던 선 서비스를 통하여 고스펄 오크 역에서 출발하는 378형 "캐피탈스타(Capitalstar)" 378216호 차량은 313형과 508형 유닛은 런던 오버그라운드 서비스에서 점차 단계적으로 운영을 중단시켰다.

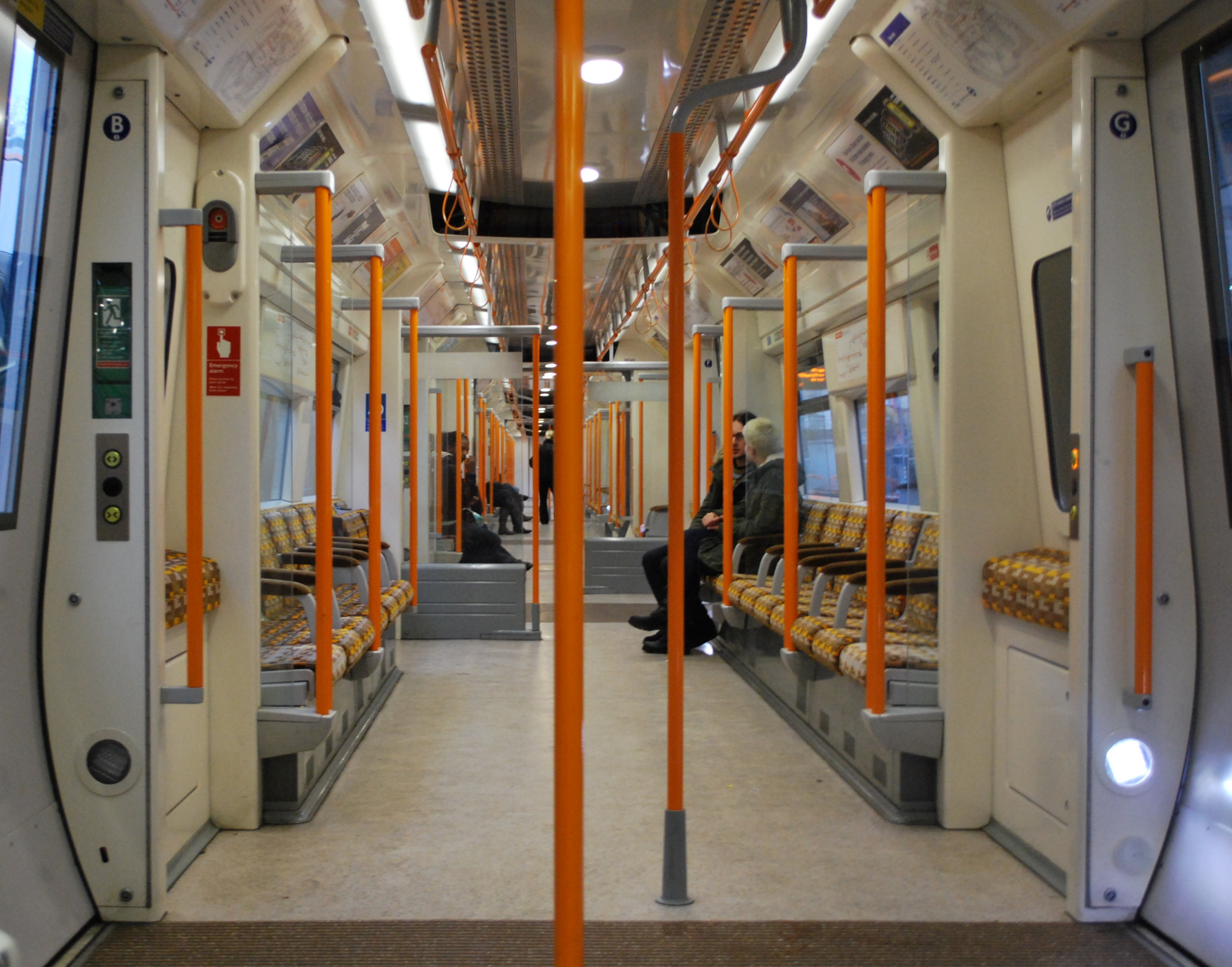
378형의 내부, 지하철처럼 길이 방향의 좌석(롱시트)이 있다.

실버링크(Silverlink)에서 오버그라운드가 인수된 이후 TfL은 실버링크에서 이어받은 2세대 EMU 및 150형 DMU의 노후화된 서비스를 제거하기 위해 차량 교체 프로그램을 추진했다. 2009년에 봄바디어 트랜스포테이숀에 의해 건설 된 378형 캐피탈스타즈(Capitalstars)가 이전에 사용된 313형 및 508형 유닛을 대체하기 위해 전철노선에 도입되었지만, 150형은 비전철화 고스펄 오크 - 바킹 선의 새로운 172호 터보스타(Turbostar) 유닛으로 교체되었다. 2010년 10월까지 새로운 철도 차량은 이전의 실버링크에서 운영한 장치를 완전히 대체했다. 313형 EMU 및 150형 DMU 유닛은 서던, 퍼스트 캐피탈 커넥트 및 퍼스트 그레이트 웨스턴과 같은 다른 기차 운영 회사와도 공유된다. 508형 차량은 이스트레이 정비소(Eastleigh Works)에 보관 되었으나 부적절한 것으로 간주되어 2013년에 폐차되었다.
378형 열차는 2009년 7월 13일 윌스덴 정션 역에서 공식적으로 선보였다. 여기에는 세로형 좌석과 대용량 메트로 서비스를 제공하기 위한 입석 증가 등 다양한 지하철 스타일 기능이 포함된다. 또한 객차간 통행 장치와 냉방장치의 기능도 포함된다. 노스 런던 선에는 378/2형의 기본 4형 차량 24대가 운용되고 있다. 그러나, 이들은 승강장 확장 공사와 이스트 런던 선의 첫 번째 20대의 4량(378/1) 장비 납품에 이어, 2010년 9월부터 연장 도입된 열차인 3량 차량(378/0)으로 넘겨졌다. 총 13개의 이중 전압 장치가 제공되어 총 차량 수가 4량 57대가 되었다. 이 열차는 이스트 런던 선 세트부터 운행을 시작하여, 2014년 말까지 5량 차량 세트로 확장된다.
열차는 새로 설립된 롤링 스톡 오퍼레이팅 컴퍼니(rolling stock operating company, ROSCO) QW 레일리싱(QW Rail Leasing)에서 2027년까지 임대된다. TfL은 처음에 새로운 차량을 구입할 계획이었으나, 2008년 2월에 차량의 향후 판매를 통해 손실을 입을 위험을 줄이는 것과 함께 2억 5천만 파운드의 구매 자본 비용을 해소하기 위해 열차를 임대한다고 발표했다.
엔젤스 트레인스(Angels Trains)로부터 임대될 8대의 2량 172/0형 유닛은 2007년 11월에 TfL을 대신하여 주문되었으며, 2010년에 운행을 시작했다. 이들은 원래 의도된 설계 속도 100 mph (160 km/h)와 달리 최고 속도 40 마일 매 시 (64 km/h)로 제한되었는데, 이것이 원래의 디자인과 이미 조달된 유닛에 대해 수정해야 하는 배기 시스템에 결함이 있다고 여겨지기 때문이었다. 그러나 배기가스 배출 시험에 결함이 있었고, 장치 또는 원래 설계에는 큰 문제가 없었다. 고스펄오크-바킹 선의 전철화는 TfL, 지역 자치구, 승객 단체에 의해 옹호되었지만 내셔널 레일의 노선 활용 계획중에 포함되지 않았다. 전철화가 승인되었지만 2017년까지는 완료되지 않을 것이라는 심각한 우려가 있다.
오버그라운드에 편입 되기 전의 이스트 런던 선의 서비스는 런던 지하철 A60 및 A62형 차량으로 운영되었다.

### 현행 차량
| 차종                            | 사진 | 유형 | 최대속도 | 최대속도 | 수량 | 차량 번호                                                      | 객차수 | 좌석 배치    | 운행 노선                                               | 제조 년도     | 운행 년도       |
| 차종                            | 사진 | 유형 | mph      | km/h     | 수량 | 차량 번호                                                      | 객차수 | 좌석 배치    | 운행 노선                                               | 제조 년도     | 운행 년도       |
| ------------------------------- | ---- | ---- | -------- | -------- | ---- | -------------------------------------------------------------- | ------ | ------------ | ------------------------------------------------------- | ------------- | --------------- |
| 172/0형 터보스타(Turbostar)     |      | DMU  | 100      | 160      | 8    | 172001–172008                                                  | 2      | 2+2          | 고스펄 오크 - 바킹 선                                   | 2010년        | 2010년~현재     |
| 315형                           |      | EMU  | 75       | 121      | 17   | 315801–315817                                                  | 4      | 2+3          | 리 밸리 롬퍼드 - 업민스터                               | 1980년~1981년 | 2015년 5월~현재 |
| 317/7형                         |      | EMU  | 100      | 161      | 8    | 317708, 317709, 317710, 317714, 317719, 317723, 317729, 317732 | 4      | 2+2          | 리 밸리 롬퍼드 - 업민스터                               | 1981년~1982년 | 2015년 5월~현재 |
| 317/8형                         |      | EMU  | 100      | 161      | 6    | 317887–317892                                                  | 4      | 2+3          | 리 밸리 롬퍼드 - 업민스터                               | 1981년~1982년 | 2015년 5월~현재 |
| 378/1형 캐피탈스타(Capitalstar) |      | EMU  | 75       | 120      | 20   | 378135–378154                                                  | 5      | 롱 시트 좌석 | 이스트 런던 사우스 런던                                 | 2008년~2011년 | 2009년~현재     |
| 378/2형 캐피탈스타(Capitalstar) |      | EMU  | 75       | 120      | 37   | 378201–378234 378255–378257                                    | 5      | 롱 시트 좌석 | 노스 런던 웨스트 런던 왓퍼드 DC 이스트 런던 사우스 런던 | 2008년~2011년 | 2009년~현재     |

### 기존 차량
| 차종                       | 사진 | 유형 | 최대속도 | 최대속도 | 수량 | 객차수 | 운행 노선                       | 제조 년도                                                      | 운행 년도     | 참고                                                                               |
| 차종                       | 사진 | 유형 | mph      | km/h     | 수량 | 객차수 | 운행 노선                       | 제조 년도                                                      | 운행 년도     | 참고                                                                               |
| -------------------------- | ---- | ---- | -------- | -------- | ---- | ------ | ------------------------------- | -------------------------------------------------------------- | ------------- | ---------------------------------------------------------------------------------- |
| 150/1형 스프린터(Sprinter) |      | DMU  | 75       | 120      | 6    | 2      | 고스펄 오크 - 바킹              | 1984년~1987년                                                  | 2007년~2010년 | 172형으로 대체 퍼스트 그레이트 웨스턴(First Great Western)으로 양도                |
| 313/1형                    |      | EMU  | 75       | 120      | 23   | 3      | 노스 런던 왓퍼드 DC 웨스트 런던 | 1976년~1977년 (1997년~2001년 실버링크(Silverlink)에 의한 개조) | 2007년~2010년 | 378형으로 대체 그레이트 노던(Great Northern), 내셔널 레일, 서던(Southern)으로 양도 |
| 508/3형                    |      | EMU  | 75       | 120      | 3    | 3      | 왓퍼드 DC                       | 1979년~1980년 (2003년 실버링크(Silverlink)에 의한 개조)        | 2007년~2010년 | 378형으로 대체 2013년 퇴역할 때까지 이스트레이 정비소에서 보관됨                   |

## 같이 보기
- 트램링크
- 런던 버스